# Ханука
Ха́нука (івр. חֲנֻכָּה, арам. חנוכתא‬, дав.-гр. ἐγκαίνια, «освячення»), також відоме як Свято вогнів (חַג הַאוּרִים, Ḥag HaUrim, Festival of Lights) — юдейське свято встановлене у II ст. до н. е. в пам'ять очищення Єрусалимського Храму, освячення жертовника та поновлення храмової служби. Відзначається впродовж восьми днів починаючи з 25-го кіслева за юдейським календарем, що зазвичай припадають на грудень[див. «дати свята»].
Символом свята є традиція запалювати вогні ханукії — особливого дев'ятисвічника, збільшуючи щодня кількість свічок у ньому[див. «запалювання вогнів»].

## Назва
Існують кілька пояснень походження назви свята.
Видатний рабин Шмуель Ейдельс пов'язує походження назви «Ханука» з освяченням жертовника (івр. חנוכת המזבח, Ханукат га-мізбеах) у Храмі після його звільнення та очищення макавеями.
Рабин Нісім бен Реувен з Жирони пояснює походження назви розбиваючи на частини «хану» (івр. חנו, «спочили») та «ка» (івр. כה, за гематрією «25») пов'язуючи це з перемогою та звільненням Храму 25-го кіслева - датою початку Хануки.

## Згадки в історичних джерелах
«Тоді Юда та його брати й уся громада Ізраїля ухвалили, щоб дні посвяти жертовника святковано було у свою пору щороку 8 днів, починаючи від двадцять п'ятого дня місяця Хаселев, з радістю та веселощами» (1 Мак. 4:59)
Описує Йосип Флавій в «Єврейських старожитностях».
Побіжно згадується у Євангелії від Іоана як свято Відновлення (гр. τὰ ἐγκαίνια; ta enkaínia). «Було тоді свято Відновлення в Єрусалимі. Стояла зима» (Ів. 10:22)

## Історія виникнення свята
Унаслідок Четвертої Сирійської війни Юдея стала провінцією Держави Селевкідів. Селевкідського базилевса Антіоха IV Епіфана не влаштовувало, що євреї живуть відособлено і не піддаються впливу панівної елліністичної культури.
В 167 році Антіох видав накази що суттєво обмежували права юдеїв на дотримання релігійних заповідей. «Незабаром цар вислав старця атенця, щоб присилував юдеїв лишити батьківські закони й не жити за Божими законами, осквернити храм, що в Єрусалимі, й назвати його храмом Олімпійського Зевса...Вівтар був повний нечистих жертв заборонених законом. Не вільно було ні суботу святкувати, ні дотримувати прадідівських свят, ба навіть і юдеєм називатися» (2 Мак. 6:1–6)
Йосеф Флавій відзначає наполегливе бажання Антіоха завадити юдеям виконувати заповіді, зокрема заборону обрізання, примус приносити у жертву свиней.
Маттітьягу і п'ятеро його синів з династії Хасмонеїв почали повстання і здобули перемогу. Євреї прийшли до Храму, очистили жертовник, вирізьбили з дерева нову менору.

### Ханукальне диво
За легендою, повстанці знайшли лише один дзбан олії, котрої повинно було вистачити на один день, та запалили світильник. Але Бог зробив диво — олії вистачило на 8 днів горіння, час, необхідний для виготовлення нової олії.

## Запалювання ханукальних вогнів
Свічки запалюють протягом 8 днів, щодня додаючи по одній. Їх встановлюють з правого боку на лівий, а запалюють з лівого на правий. Запалені на початку вечора, незадовго до заходу сонця, свічки повинні горіти не менше 30 хвилин після настання темряви. У п'ятницю їх запалюють раніше суботніх свічок. Світильник розташовують навпроти мезузи, при вході в кімнату, де зазвичай збираються всі члени родини. Не можна використовувати світло ханукальних свічок для роботи, читання тощо.
У Хануку заведено давати дітям трохи грошей «Хануке-ґелт», щоб привчити їх до цдаки — збору грошей для бідних. Частину цих грошей діти можуть витратити на солодощі.

## Інші заповіді та звичаї свята
У пам'ять про диво на це свято їдять пончики та млинці «латкес», смажені в олії.

### Музика
Ханукальні пісні включають «Маоз Цур» (Скеля віків), «Латкеле Латкеле» (їдиш: «Маленький латке, маленький латке»), «Ханукія Лі Єш» («У мене є ханукальна менора»), «Очо Канделікас» (ладіно: «Вісім маленьких свічок»), «Кад Катан» («Маленький глечик»), «Свівон Сов Сов Сов» («Дрейдл, крутись і крутись»), «Ганейрот Галолу» («Ці свічки, які ми запалюємо»), «Мі Їмалель» («Хто може переказати») та «Нер Лі, Нер Лі» («У мене є свічка»).
Серед найвідоміших пісень в англомовних країнах є «Дрейдл, Дрейдл, Дрейдл» та "О, Ханука".
У Надвірнянській хасидській династії є звичай, за яким ребе грають на скрипці після запалення менори.
Ханукальний гімн Пеніни Мойзе, опублікований у 1842 році в «Гімнах, написаних для використання єврейськими громадами», відіграв важливу роль у початку американізації Хануки.

### Їжа

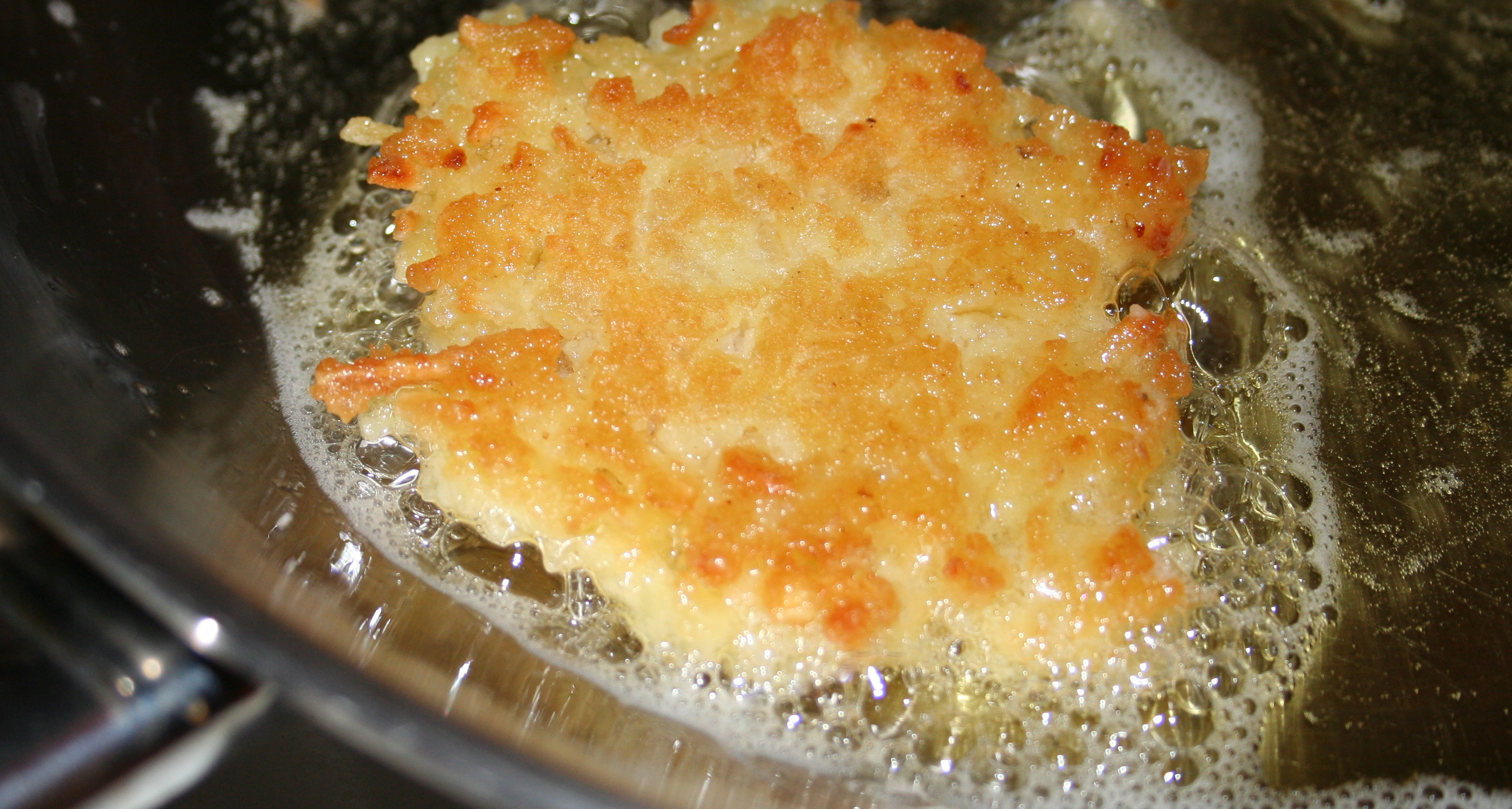
Картопляний латкес, що смажиться у гарячій оливковій олії.

Існує традиція їсти страви, смажені або запечені в олії (переважно оливкова олія), щоб вшанувати диво, коли невелика пляшка олії підтримувала світло Менори в Другому Храмі протягом восьми днів.  Традиційні страви включають картопляні млинці, відомі як латкес на їдиші, особливо серед ашкеназьких родин. Сефарди, польські та ізраїльські євреї їдять пончики з джемом (їд. פּאָנטשקעס поншкес), бімуелос (смажені у фритюрі вироби) і суфганіот, які смажать у фритюрі в олії. Італійські євреї та угорські євреї традиційно їдять сирні млинці, відомі як «кассола» або «сирні латкес».

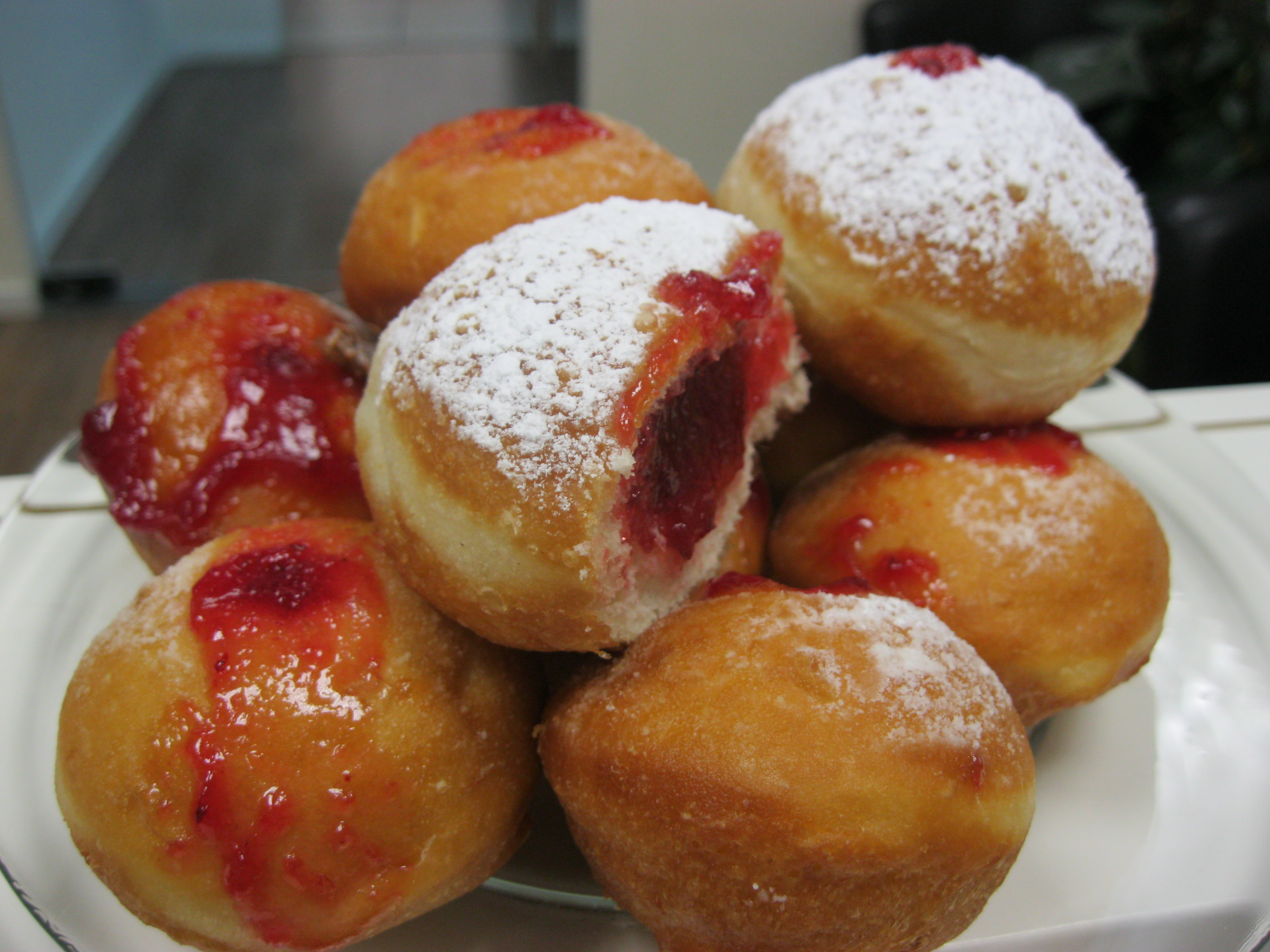
Суфганіот/пончики з полуничним джемом

Латкес не є популярними в Ізраїлі, оскільки їх значною мірою замінили суфганіот через місцеві економічні фактори, зручність і вплив профспілок.  
Пекарні в Ізраїлі популяризували багато нових видів начинок для суфганіот, окрім традиційної полуничної начинки, зокрема шоколадний крем, ванільний крем, карамель, капучино та інші.
Останніми роками стали популярними зменшені, «міні»-суфганіот, які містять у два рази менше калорій порівняно зі звичайними 400–600-калорійними варіантами.
Раббінічна література також зафіксувала традицію вживати сир та інші молочні продукти під час Хануки. Цей звичай, як зазначено вище, вшановує героїзм Юдити під час вавилонського полону євреїв і нагадує, що жінки також відігравали важливу роль у подіях Хануки.
Другоканонічні книги включають книгу Юдит (Єгудіт або Єгудіс на івриті), яка не є частиною Танаху. У ній розповідається, що Олоферн, ассирійський генерал, оточив село Бетулію в рамках своєї кампанії з підкорення Юдеї. Після тривалих боїв водопостачання євреїв було відрізано, і ситуація стала критичною. Юдит, побожна вдова, сказала лідерам міста, що має план врятувати поселення. Вона пішла до ассирійського табору, прикинувшись, що здається. Юдит зустрілася з Олоферном, який був зачарований її красою. У його наметі вона почастувала його сиром та вином. Коли він заснув у п'яному стані, Юдит відрубала йому голову і втекла з табору, взявши з собою відрубану голову. (Обезголовлення Олоферна Юдит стало популярною темою в мистецтві).  
Коли солдати Олоферна знайшли його тіло, їх охопив страх; натомість євреї отримали натхнення та почали успішний контрнаступ. Місто було врятовано, а ассирійці зазнали поразки.
Смажений гусак історично був традиційною стравою на Хануку серед євреїв Східної Європи та Америки, хоча останніми десятиліттями ця традиція втратила популярність.
Індійські євреї традиційно вживають гулаб джамун — смажені кульки з тіста, замочені в солодкому сиропі, подібні до тейглах або бімуелос, як частину святкування Хануки. Італійські євреї їдять смажену курку, кассола (млинець із рікоти, схожий на чізкейк) і фрітелле де рісо пар Ханукка (смажений солодкий рисовий млинець). Румунські євреї готують макаронні латкес як традиційну ханукальну страву, а сирійські євреї вживають Кібет Яткеен — страву з гарбуза і булгурової пшениці, схожу на латкес, а також свою версію кефтес де праса, приправлену духмяним перцем і корицею.

### Дрейдл

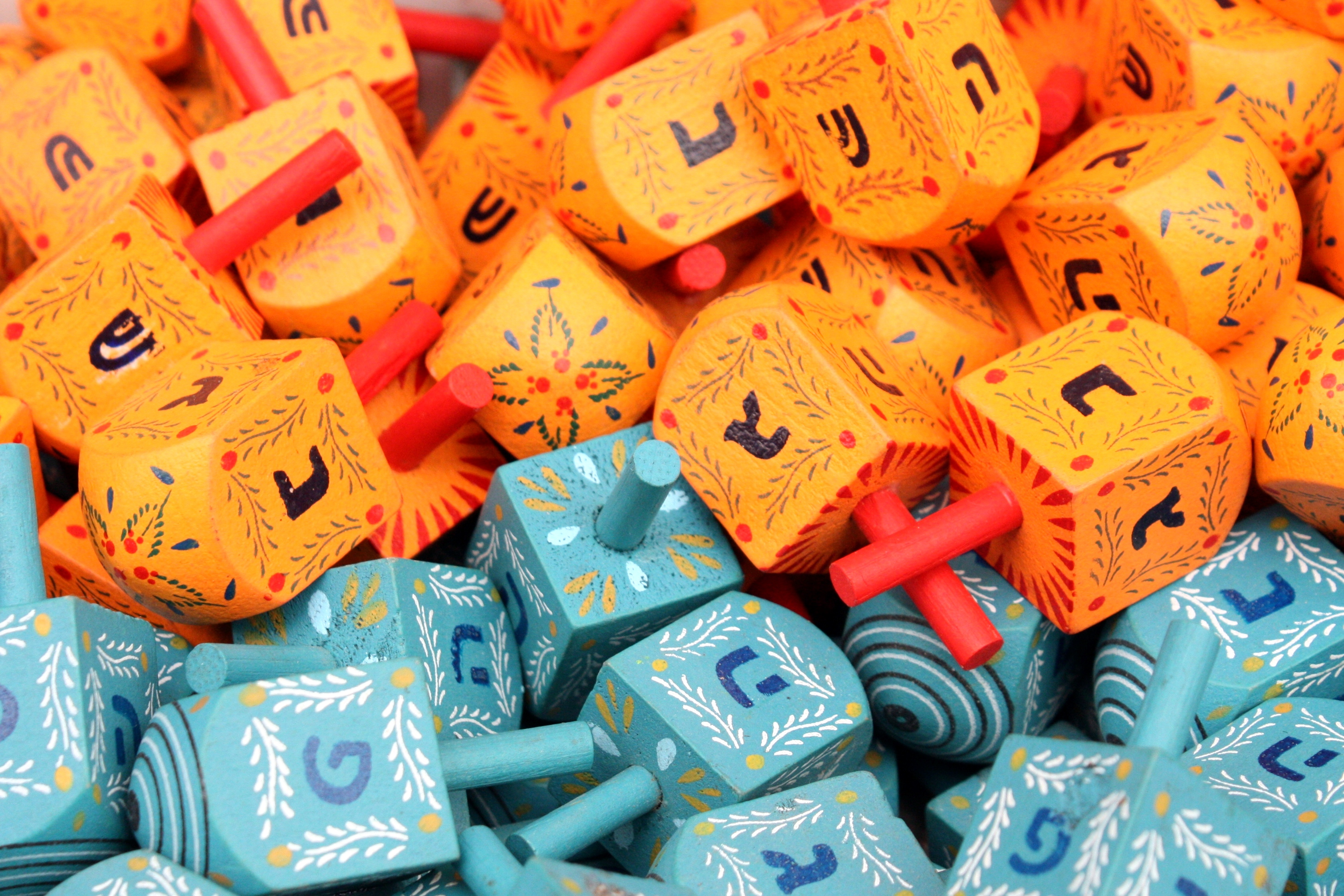
Дрейдли на ринку в Єрусалимі

Після запалювання свічок прийнято грати (або крутити) дрейдл. Дрейдл, або севівон на івриті, — це чотиригранна дзиґа, з якою діти граються під час Хануки. На кожній стороні дрейдла зображена літера івриту, яка є скороченням від слів נס גדול היה שם (Nes Gadol Haya Sham, «Там сталося велике диво»), що відсилає до чуда з олією, яке сталося у Бейт-Гамікдаші.  
На деяких дрейдлах, які продаються в Ізраїлі, четверта сторона позначена літерою פ (Пе), утворюючи акронім נס גדול היה פה (Nes Gadol Haya Po, «Тут сталося велике диво»), нагадуючи про те, що диво відбулося на землі Ізраїлю. Однак це є відносно недавньою інновацією. У магазинах харедимських районів також продаються традиційні дрейдли з літерою Шин, оскільки вважається, що «там» відноситься до Храму, а не до всієї Землі Ізраїлю. Крім того, хасидські вчителі надають особливого значення традиційним літерам.

### Ханука гелт

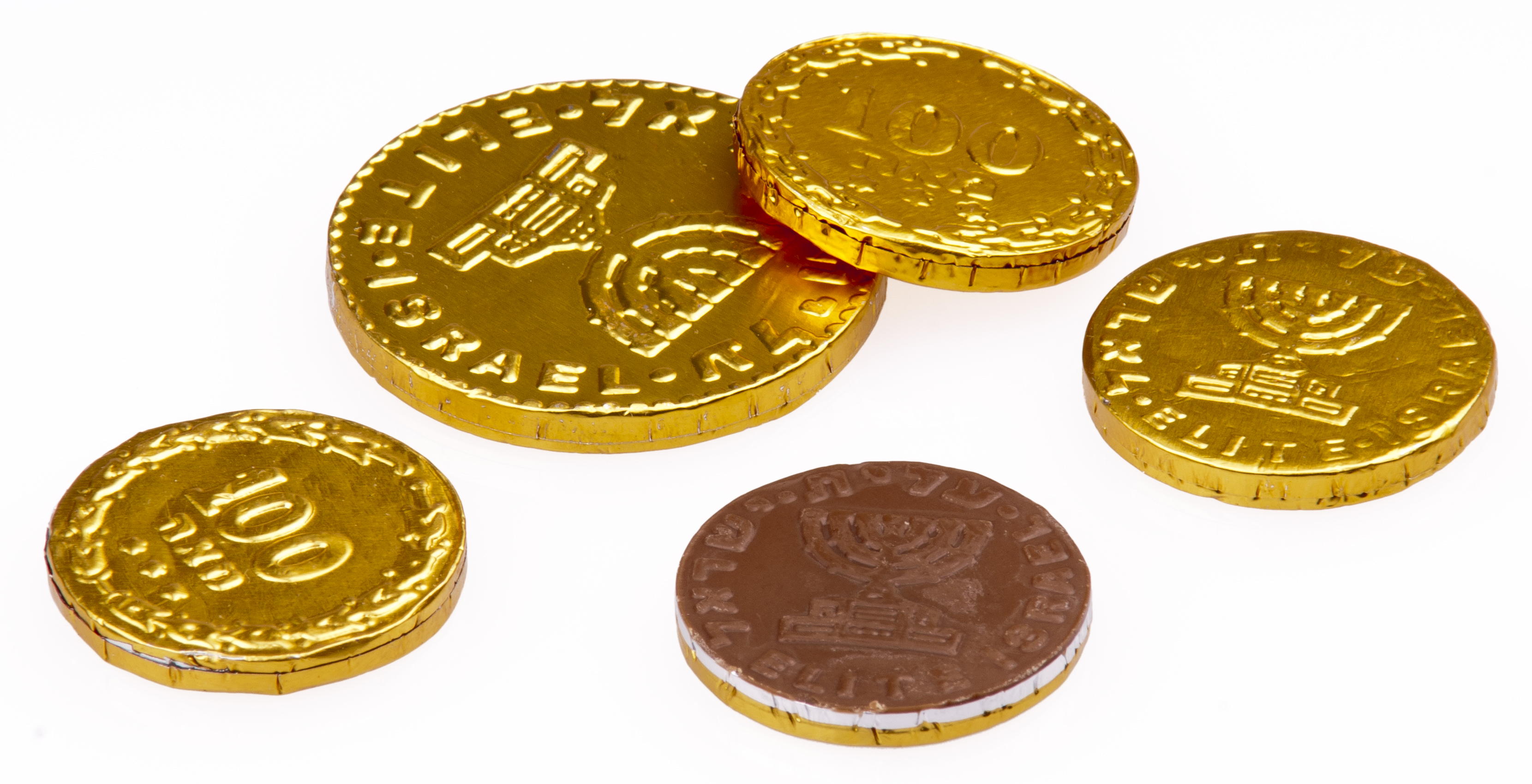
Шоколадні гелт

Ханука гелт (їдиш: «ханукальні гроші»), відомі в Ізраїлі під єврейським перекладом івр. דְּמֵי חֲנֻכָּה, трансліт. dmei Hanukkah, часто роздають дітям під час свята Хануки. Роздавання ханука гелт також додає святкового настрою. Зазвичай це невеликі монети, хоча бабусі й дідусі або родичі можуть давати більші суми. Традиція давати ханука гелт походить від давнього східноєвропейського звичаю, коли діти дарували своїм вчителям невелику суму грошей у цю пору року на знак вдячності. Один мінгаг віддає перевагу п'ятій ночі Хануки для роздавання ханука гелт. На відміну від інших ночей Хануки, п'ята ніколи не припадає на Шабат, тому ніколи не суперечить галахічній забороні мати справу з грошима в Шабат.

## Дати свята у найближчі роки
| Рік (за єврейським календарем) | Початок      | Кінець       |
| ------------------------------ | ------------ | ------------ |
| 2020 (5781)                    | 10 грудня    | 19 грудня    |
| 2021 (5782)                    | 28 листопада | 6 грудня     |
| 2022 (5783)                    | 18 грудня    | 26 грудня    |
| 2023 (5784)                    | 7 грудня     | 15 грудня    |
| 2024 (5785)                    | 25 грудня    | 2 січня 2025 |
| 2025 (5786)                    | 14 грудня    | 22 грудня    |
| 2026 (5787)                    | 4 грудня     | 12 грудня    |
| 2027 (5788)                    | 24 грудня    | 1 січня 2028 |
| 2028 (5789)                    | 12 грудня    | 20 грудня    |
| 2029 (5790)                    | 1 грудня     | 9 грудня     |
| 2030 (5791)                    | 20 грудня    | 28 грудня    |